# Кислицын, Дмитрий Иванович
Дмитрий Иванович Кислицын (19 февраля 1896, Нижний Новгород — 17 марта 1969, Киев) — советский военный деятель, генерал-майор (27 января 1943 года).

## Начальная биография
Дмитрий Иванович Кислицын родился 19 февраля 1896 года в Нижнем Новгороде.

## Военная служба

### Первая мировая и гражданская войны
В 1915 году призван в ряды Русской императорской армии. После окончания Московской школы прапорщиков с 1916 года принимал участие в боевых действиях на Западном фронте, где был назначен на должность командира роты в чине подпоручика.
В ноябре 1918 года призван в РККА и назначен на должность начальника связи запасного батальона в составе 5-й стрелковой дивизии, в апреле 1919 года — на должность командира роты 18-го отдельного запасного батальона, а затем — на должность коменданта 18-го этапного участка Восточного фронта.
С марта 1920 года Кислицын служил на должности начальника отделения Управления ВОСО Приуральского военного округа, с июня — на должности начальника этапного участка 11-й армии (Кавказский фронт), а с сентября того же года — на должностях командира 88-го и 67-го этапных батальонов и начальника этапного участка Отдельной Кавказской армии.

### Межвоенное время
С ноября 1921 года служил на должностях помощника командира и командира 147-го стрелкового полка (49-я стрелковая бригада), дислоцированного в городе Александров (Владимирская область).
В мае 1922 года назначен на должность помощника командира, а затем — на должность командира учебно-кадрового полка в составе 17-й стрелковой дивизии, а в январе 1923 года — на должность командира батальона в составе 49-го стрелкового полка этой же дивизии. В сентябре того же года Кислицын переведён в Московский военный округ и назначен на должность адъютанта 7-го учебно-кадрового транспорта, дислоцированного в Ногинске, в октябре 1924 года — на должность командира батальона и помощника начальника штаба Отдельного Московского стрелкового полка, а в ноябре 1925 года — на должность командира батальона в составе 142-го стрелкового полка (48-я стрелковая дивизия), дислоцированного во Ржеве. В 1927 году окончил Стрелково-тактические курсы «Выстрел». В период с июня по сентябрь 1929 года исполнял должность командира 142-го стрелкового полка. В ноябре того же года Кислицын назначен на должность помощника начальника 4-й части, затем — на должность начальника 1-й части штаба 10-го стрелкового корпуса, а в апреле 1931 года направлен в 252-й стрелковый полк (84-я стрелковая дивизия), где служил на должностях помощника командира и командира полка.
После заочного окончания двух курсов Военной академии имени М. В. Фрунзе в январе 1934 года назначен на должность командира 251-го стрелкового полка, дислоцированного в Туле, а в июле 1937 года — на должность помощника командира 18-й стрелковой дивизии (Ленинградский военный округ), однако вскоре направлен в командировку в Испанию, где принял участие в боевых действиях в ходе гражданской войны. После возвращения в СССР в феврале 1939 года назначен на должность командира 25-й стрелковой дивизии.
В ноябре 1940 года Кислицын направлен на учёбу на курсы усовершенствования высшего начальствующего состава при Академии Генштаба РККА, после окончания которых в апреле 1941 года назначен на должность старшего помощника инспектора пехоты Ленинградского военного округа.

### Великая Отечественная война
С началом войны находился на прежней должности.
С 25 августа исполнял должность командира 396-й стрелковой дивизии, в октябре назначен на должность начальника отдела всеобуча Закавказского военного округа, а в том же месяце — на должность начальника управления тыла 46-й армии (Закавказский фронт), после чего принимал участие в боевых действиях в ходе битвы за Кавказ.
С октября 1942 года Кислицын состоял в распоряжении Главного управления кадров НКО, а затем Военного совета Воронежского фронта. В том же месяце назначен на должность заместителя командира 107-й стрелковой дивизии, а затем — на должность заместителя командира 15-го стрелкового корпуса этого же фронта, который 16 апреля 1943 года был преобразован в 28-й гвардейский. В периоды с 21 декабря по 22 января 1943 года, с 6 по 12 марта и с 26 марта по 28 апреля исполнял должность командира этого же корпуса.
5 июля 1943 года назначен на должность командира 67-го стрелкового корпуса, формировавшегося в Приволжском военном округе. После окончания формирования корпус под командованием Кислицына принимал участие в боевых действиях в ходе Донбасской и Мелитопольской наступательных операций, во время которых был освобождён Донбасс, а сам корпус вышел к низовьям Днепра и к Крымскому перешейку. В декабре управление корпуса выведено в резерв Ставки Верховного Главнокомандования, после чего получил новые дивизии в январе 1944 года и вскоре принимал участие в боевых действиях в ходе Проскуровско-Черновицкой наступательной операции, во время которой освобождён город Жмеринка.
30 апреля 1944 года назначен на должность командира 47-го стрелкового корпуса, который вскоре принимал участие в боевых действиях в ходе Львовско-Сандомирской наступательной операции. В сентябре был выведен в резерв 1-го Украинского фронта и в октябре был включён в состав 65-й армии (2-й Белорусский фронт), после чего принимал участие в боевых действиях по расширению плацдарма на западном берегу реки Нарев, а затем — в ходе Млавско-Эльбингской наступательной операции. 18 января 1945 года генерал-майор Кислицын был снят с занимаемой должности, после чего находился в резерве.

### Послевоенная карьера

Могила Кислицына на Лукьяновском военном кладбище Киева.

В июле 1945 года назначен на должность старшего преподавателя кафедры общей тактики Военной академии имени М. В. Фрунзе, в августе того же года — на должность заместителя командира 124-го стрелкового корпуса, а в феврале 1946 года — на должность заместителя командира 20-го гвардейского стрелкового корпуса.
Генерал-майор Дмитрий Иванович Кислицын в январе 1951 года вышел в отставку. Умер 17 марта 1969 года в Киеве, похоронен на Лукьяновском военном кладбище города.

## Воинские звания
- Комбриг (31 июля 1938 года);
- Генерал-майор (27 января 1943 года).

## Награды
- Орден Ленина;
- Три ордена Красного Знамени;
- Орден Суворова 2 степени;
- Орден Александра Невского;
- Медали[1].

## Память
- Его имя увековечено в Главном Храме Вооружённых сил России, и навсегда запечатлено на мемориале «Дорога Памяти»[2].